# Discriminação estrutural
A discriminação estrutural é uma forma de discriminação institucional contra indivíduos de uma determinada característica protegida que tem o efeito de restringir suas oportunidades. Pode ser intencional ou não, e pode envolver políticas institucionais. Tal discriminação ocorre quando essas políticas têm efeitos desproporcionalmente negativos sobre as oportunidades de certos grupos sociais.
Algumas conceptualizações de discriminação estrutural centram-se em formas passadas de discriminação que resultaram na desigualdade atual, enquanto outras centram-se em políticas que ainda existem hoje e podem ter efeitos desproporcionalmente negativos sobre grupos minoritários. Um exemplo evidente de discriminação estrutural no passado foram as leis Jim Crow no sul dos Estados Unidos, que visavam explicitamente limitar os direitos dos afro-americanos na educação, no emprego e em outras áreas da sociedade.

## Veja-se também
- Racismo estrutural